# Jan Scharfenort
Jan Scharfenort (* 1972 in Osterburg (Altmark)) ist ein deutscher Politiker (AfD). Er ist seit 2021 Abgeordneter im Landtag von Sachsen-Anhalt.

## Leben
Scharfenort besuchte bis 1989 die Polytechnische Oberschule. 1991 legte er sein Abitur ab. Von 2001 bis 2005 arbeitete er als Wirtschaftsprüfungsassistent und freier Mitarbeiter. Seit 2006 ist er Diplom-Kaufmann (FH), seit 2009 zusätzlich Diplom-Finanzwirt (FH). Von 2006 bis 2016 war er als Versicherungsmakler tätig, zunächst bis 2013 als Einzelunternehmer, anschließend als geschäftsführender Gesellschafter. Seit 2017 ist er als geschäftsführender Gesellschafter einer Honorarberatung tätig.

## Politik
Scharfenort trat 2017 der AfD bei.
Seit 2019 ist er Mitglied des Stadtrats von Burg und Mitglied des Kreistags im Landkreis Jerichower Land.
Bei der Landtagswahl in Sachsen-Anhalt 2021 kandidierte er für das Direktmandat im Landtagswahlkreis Burg und auf Platz 21 der Landesliste der AfD. Er verpasste das Direktmandat bei 20,6 % der Erststimmen, zog jedoch über die Landesliste in den Landtag ein. In der 8. Wahlperiode ist er ordentliches Mitglied im Ausschuss für Finanzen.